# Страницы Сталинградской битвы
«Страницы Сталинградской битвы» — фильм режиссёра Виктора Магатаева по сценарию Всеволода Ершова, участника Сталинградской битвы, разведчика, а после окончания войны — журналиста, автора книг, многочисленных судебных очерков, статей, фельетонов, составителя ежедневных фронтовых сводок 1942—1943 годов в газете «Волгоградская правда» к очередной годовщине Сталинградской битвы (1980-е годы).

## Фильм
Фильм, созданный на основе документов и хроники из киноархивов СССР и ГДР, состоит из 7 серий: «На степных рубежах», «23 августа», «Дни и ночи», «Операция Уран», «Разгром Манштейна», «Кольцо сжимается», «Победа». В фильмах Волгоградского комитета по телевидению и радиовещанию приняли участие Маршалы Советского Союза Г. К. Жуков, А. М. Василевский, К. К. Рокоссовский, А. И. Ерёменко, В. И. Чуйков, маршал артиллерии В. И. Казаков, генерал армии П. И. Батов, генерал-полковник М. С. Шумилов, бывший секретарь Сталинградского обкома КПСС А. С. Чуянов и другие. Появление Георгия Константиновича Жукова на экране было одним из первых после его продолжительной опалы.
Фильм создавался к 25-летию начала Сталинградской битвы, на Волгоградской телестудии когда автор сценария Всеволод Петрович Ершов был председателем областного комитета по радиовещанию и телевидению. Режиссёр фильма — Виктор Кадиевич Магатаев приехал в Волгоград, в период комплектования местной телестудии.
Одновременно с работой над фильмом «Страницы Сталинградской битвы» Магатаев вместе с диктором Юрием Борисовичем Левитаном и скульптором Евгением Викторовичем Вучетичем работал над созданием звуковых композиций, сопровождающих посетителей мемориального комплекса «Мамаев курган». Также Левитан начитал несколько сводок Сталинградского направления и для фильма. Эти записи хранились в Комитете по телевидению и радиовещанию в Волгограде по состоянию на 1985 год.
Анастасия Ивановна Осокина — супруга Магатаева — помогала своему мужу-режиссёру и Всеволоду Ершову в работе над всеми сериями фильма.
Во время съёмок фильма Магатаев отмечал организационные сложности. В 1966 году не было упорядочено положение о съёмках документальных фильмов, не было приказа 418 по Гостелерадио, по которому можно было вести расходы по киноплёнке и по съёмкам. Больше всего Магатаев переживал за состояние здоровья участвующих в фильме военачальников поскольку некоторые из них были уже больными людьми и не могли длительно находиться под осветительными приборами. Маршала А. М. Василевского Магатаев с оператором В. Красуцким решили снять при естественном освещении, а маршалу Николаю Николаевичу Воронову врачи сниматься запретили. Маршал Василевский после того, как ушёл в запас, впервые дал своё согласие на съёмку в этом историческом фильме. Фильм снимали без дублей. Кинооператор не имел права на ошибку. Владимир Красуцкий и Валерий Контарёв справились с поставленной задачей.
Во время работы над сценарием Ершов и Магатаев пришли к тому, что рассказ о сражении будут вести два персонажа — простой солдат и представитель командования. Этот приём не удалось провести через всё повествование из-за ограничений по времени и трудностей написания текста за солдата, а не от автора. Первая встреча маршала Г. К. Жукова со сценаристами прошла напряжённо. Георгий Константинович тщательно выяснял, насколько основательно подготовлены автор сценария и режиссёр к решению Сталинградской темы. Это был своего рода экзамен. Маршал Жуков взялся консультировать фильм и заставил авторов представить ему сценарии всех 7 серий сразу.
Виктор Магатаев перед съёмкой поставил себе условие: не брать из архивов киноплёнку, не касающуюся Сталинградского направления, хотя был и более выигрышный материал. В фильме отсутствуют кадры заседаний или работы нашей Ставки Верховного Главнокомандования или Комитета Государственной обороны. Существовал запрет снимать представителей нашей ставки, особенно на фронтах.
После выхода фильма в эфир у Ершова возникли принципиальные разногласия с членами Волгоградского обкома КПСС из-за его категорического отказа включить в фильм лиц, не имеющих какого-либо отношения к съёмкам и/или боевым действиям во время Сталинградской битвы. Он был освобождён от занимаемой должности председателя Волгоградского областного комитета по радиовещанию и телевидению.
Георгий Жуков тепло отзывался об авторах фильма и благодарил за его создание, оценивая по достоинству коллективный труд. По словам Магатаева, «он оценил нашу работу, пожал руку и строго, по „жуковски“, без лишних слов, просил передать благодарность автору Всеволоду Петровичу Ершову. А на другой день Георгий Константинович прислал нам через порученца свою, только что вышедшую книгу „Воспоминания и размышления“. Книги были подписаны автором и предназначались Ершову и мне…».

## Авторы использованной хроники
В фильме широко используются съемки фронтовых кинооператоров, как советских, так и немецких. Авторы советской военной кинохроники, использованной в фильме, перечислены в титрах первой серии:
1. В. Орлянкин
2. А. Софьин
3. Р. Кармен
4. А. Ибрагимов[17]
5. Б. Вакар
6. А. Казаков[18]
7. А. Кричевский
8. Е. Мухин
9. Н. Вихирев
10. И. Гольдштейн
11. М. Посельский
12. Б. Шадронов
13. И. Кацман
14. Г. Островский
15. И. Малов[19]

## Звукорежиссёры
- Г. Бендель
- А. Гераськин
- А. Григорьев — выполнял работы при синхронных съёмках.
- Ю. Фёдоров

## Показ фильма
Первый показ фильма состоялся в просмотровом зале Волгоградской телестудии и стал началом кинематографической истории Волгограда. В 1960-е годы эти фильмы были показаны по Центральному телевидению и за рубежом. Аудитория зрителей составила несколько миллионов человек.
Показ готовой работы состоялся и на даче маршала Георгия Константиновича Жукова. Были показаны два фильма из семи, в которых снялся Жуков. Этот просмотр состоялся летом 1969 года, после того как Георгий Константинович перенёс инсульт, но был на ногах и опирался на трость. Когда семь фильмов шли по первой программе Центрального телевидения, Жуков не смог посмотреть их из-за болезни. На индивидуальном просмотре присутствовали жена маршала — Галина Александровна, режиссёр Виктор Магатаев, порученец маршала — майор Прядухин Иван Александрович и мать жены Клавдия Евгеньевна Семёнова. Были показаны фильмы «На степных рубежах» и «Операция „Уран“».
В Калининграде на телеканале «Россия-1» в 2015 году продолжилась трансляция этого фильма.
«В шестидесятых годах прошлого столетия эти кадры увидели несколько миллионов человек. Страницы Сталинградской битвы, фильм волгоградского режиссёра Виктора Магатаева и сценариста Всеволода Ершова, вмиг стал бестселлером в Советском Союзе и даже за его пределами. В семи сериях ленты от начала и до конца показана история самой грандиозной битвы в истории человечества. Символично, что работа над фильмом совпала с окончанием строительства мемориала на Мамаевом кургане.»
НОВОСТИ   30.03.2015 19:23  «СОБЫТИЯ НЕДЕЛИ» с Валерием ЕКЕЛЕМ от 29 марта 2015 года.